# Carteris anser
Carteris anser är en fjärilsart som beskrevs av Druce 1891. Carteris anser ingår i släktet Carteris och familjen nattflyn. Inga underarter finns listade i Catalogue of Life.